# They Look Like People
They Look Like People to niezależny amerykański film fabularny z 2015 roku, którego reżyserem i scenarzystą jest Perry Blackshear. Blackshear wyprodukował też film, był autorem jego zdjęć, montażystą oraz scenografem. Projekt, łączący w sobie elementy horroru, thrillera i dramatu, powstał jako jego pełnometrażowy debiut reżyserski Blacksheara. W rolach głównych wystąpili w They Look Like People MacLeod Andrews i Evan Dumouchel. Wcielili się w dwóch bliskich przyjaciół, którym nieoczekiwanie przychodzi dzielić mieszkanie. Jeden z mężczyzn, Wyatt (Andrews), wierzy, że ludzkość kontrolowana jest przez złowrogie istoty.
Światowa premiera projektu odbyła się 25 stycznia 2015 w trakcie Slamdance Film Festival. 26 lutego 2016 film trafił do dystrybucji kinowej na terenie Stanów Zjednoczonych, a cztery miesiące później, 26 czerwca, wyświetlony został na Transatlantyk Festival w Łodzi. They Look Like People zebrał pozytywne recenzje krytyków, a także został wyróżniony blisko dziesięcioma nagrodami filmowymi.

## Opis fabuły
Nowy Jork. Dawni przyjaciele, Wyatt i Christian, którzy od dłuższego czasu nie mieli ze sobą kontaktu, spotykają się ponownie. Zamieszkują ze sobą. Zamknięty w sobie Wyatt właśnie zerwał z narzeczoną i czuje się zagubiony. Christian − typ agresywnego macho − też zakończył związek, lecz właśnie poznał nową dziewczynę. Wyatt zaczyna słyszeć głosy nieobecnej istoty. Mówi mu ona, by nikomu nie ufał i opuścił miasto. Wyobcowany mężczyzna zaczyna wierzyć, że ludzkość potajemnie kontrolowana jest przez złowrogi byt.

## Obsada
- MacLeod Andrews − Wyatt
- Evan Dumouchel − Christian
- Margaret Ying Drake − Mara
- Mick Casale − psychiatra
- Elena Greenlee − Sandy

## Wydanie filmu
Po raz pierwszy wyświetlono They Look Like People 25 stycznia 2015 roku podczas Slamdance Film Festival w Park City. Film znalazł się w oficjalnej selekcji festiwali RiverRun oraz Strasbourg European Fantastic Film Festival. Po emisjach festiwalowych w Ameryce Północnej i Europie (między innymi w trakcie Nashville Film Festival, Independent Film Festival of Boston, Film4 FrightFest oraz Chicago International Film Festival) obraz spotkał się z dystrybucją kinową, która nastąpiła 26 lutego 2016 na terenie Stanów Zjednoczonych. 26 czerwca film miał swoją polską premierę; pokazany został na Festiwalu Transatlantyk w Łodzi, w sekcji "Kino klasy B i inne szaleństwa: manie i psychozy". Powtórny seans miał miejsce trzy dni później, 29 czerwca.

## Opinie
Redaktor witryny hisnameisdeath.com okrzyknął They Look Like People jednym z najlepszych horrorów 2016 roku, w rankingu uwzględniającym dwadzieścia pięć tytułów przypisując mu miejsce drugie.

### Recenzje
Film spotkał się z pozytywnym odbiorem wśród krytyków. Agregujący recenzje filmowe serwis Rotten Tomatoes, w oparciu o dziewięć omówień, okazał obrazowi 89-procentowe wsparcie. Ken W. Hanley, współpracujący z magazynem Fangoria, określił film jako "ostrożny w swym myleniu tropów", "o zawężonej, klaustrofobicznej akcji". W recenzji dla witryny DreadCentral.com Ari Drew stwierdził, że debiut reżyserski Blacksheara jest "minimalistyczny, imponujący i absorbujący". Drew przyznał filmowi ocenę w postaci . Rob Hunter (FilmSchoolRejects.com) chwalił reżysera za przemyślane przedstawienie problemu choroby psychicznej: "Rzadko obejrzeć można film gatunkowy, w którym poświęca się czas na eksplorację człowieczeństwa, stojącego za szaleństwem, przy jednoczesnym wzbudzaniu dreszczy". Katie Walsh (Los Angeles Times) okrzyknęła They Look Like People jako "efektywny i niepokojący thriller neuropsychologiczny"; Pablo Villaça (Cinema em Cena) widział w horrorze przyszły film kultowy. Recenzenci piszący dla strony TwitchFilm.com oraz czasopisma SciFiNow także chwalili projekt, za najważniejsze jego zalety uznając kreacje aktorskie oraz reżyserię.

## Nagrody i wyróżnienia
- 2015, Fantasia Film Festival:
  - nagroda przyznana za najbardziej innowacyjny film (wyróżnieni: reżyser Perry Blackshear, koproducentka Kimberly Parker)[5]
- 2015, Independent Film Festival of Boston:
  - Główna Nagroda Jury w kategorii najlepszy film pełnometrażowy (Perry Blackshear, Kimberly Parker, aktorzy MacLeod Andrews, Evan Dumouchel i Margaret Ying Drake)[5]
- 2015, Nashville Film Festival (Graveyard Shift Competition):
  - nagroda przyznana za najlepszą kreację aktorską (MacLeod Andrews)[5]
  - Główna Nagrody Jury przyznana za najlepszy film (Perry Blackshear, Kimberly Parker, MacLeod Andrews, Evan Dumouchel, Margaret Ying Drake)[5]
  - nagroda Southwest Airlines Audience (Perry Blackshear, Kimberly Parker)[5]
  - nagroda Southwest Airlines Audience (Perry Blackshear, Kimberly Parker, MacLeod Andrews, Evan Dumouchel, Margaret Ying Drake)[5]
- 2015, San Francisco Indiefest:
  - Nagroda Jury w kategorii najlepszy film pełnometrażowy (Perry Blackshear)[5]
- 2015, Slamdance Film Festival:
  - Specjalna Nagroda Jury przyznana za najlepszy film pełnometrażowy (Perry Blackshear, Kimberly Parker, MacLeod Andrews, Evan Dumouchel, Margaret Ying Drake)[5]
  - Nagroda Główna przyznawana za najlepszy film − specjalne wyróżnienie (Perry Blackshear, Kimberly Parker, MacLeod Andrews, Evan Dumouchel, Margaret Ying Drake)[5]
  - nominacja do Głównej Nagrody Jury przyznanej za najlepszy film pełnometrażowy (Perry Blackshear)[5]
- 2017, iHorror Awards:
  - nominacja do nagrody iHorror w kategorii najlepszy aktor w filmie grozy (MacLeod Andrews)[5]